# 吳焯
吳焯（1526年—？），字純伯，廣西柳州府賓州民籍上林縣人，明朝政治人物。

## 生平
嘉靖二十五年（1546年）丙午科廣西鄉試第五名。嘉靖四十一年，登進士第二甲第五十名進士。官至户、工二部员外郎。

## 家族
曾祖吳道應；祖父吳能；父吳邦柱，教諭。母施氏。重庆下。弟吴㷆。